# آدم زرقان
آدم زرقان (انگلیسی: Adem Zorgane؛ زادهٔ ۶ ژانویهٔ ۲۰۰۰) بازیکن فوتبال اهل الجزایر است.
از باشگاه‌هایی که در آن بازی کرده‌است می‌توان به باشگاه فوتبال بارادو اشاره کرد.
وی همچنین در تیم‌های ملی فوتبال زیر ۲۳ سال الجزایر الجزایر بازی کرده‌است.